# Шамарданово
Шамарданово — деревня в Слободском районе Кировской области в составе Каринского сельского поселения.

## География
Находится на расстоянии примерно 12 км по прямой на юг-юго-восток от районного центра города Слободской.

## История
Известна с 1802 года, когда здесь (деревня Шамарданская) было учтено 9 дворов и 48 душ мужского пола. В 1873 году учтено дворов 13 и жителей 144, в 1905 24 и 216, в 1926 44 и 238 (все татары), в 1950 53 и 201, в 1989 году оставалось 16 человек. 

## Население
Постоянное население  составляло 2 человека (татары 100%) в 2002 году, 0 в 2010.